# 한국 공원

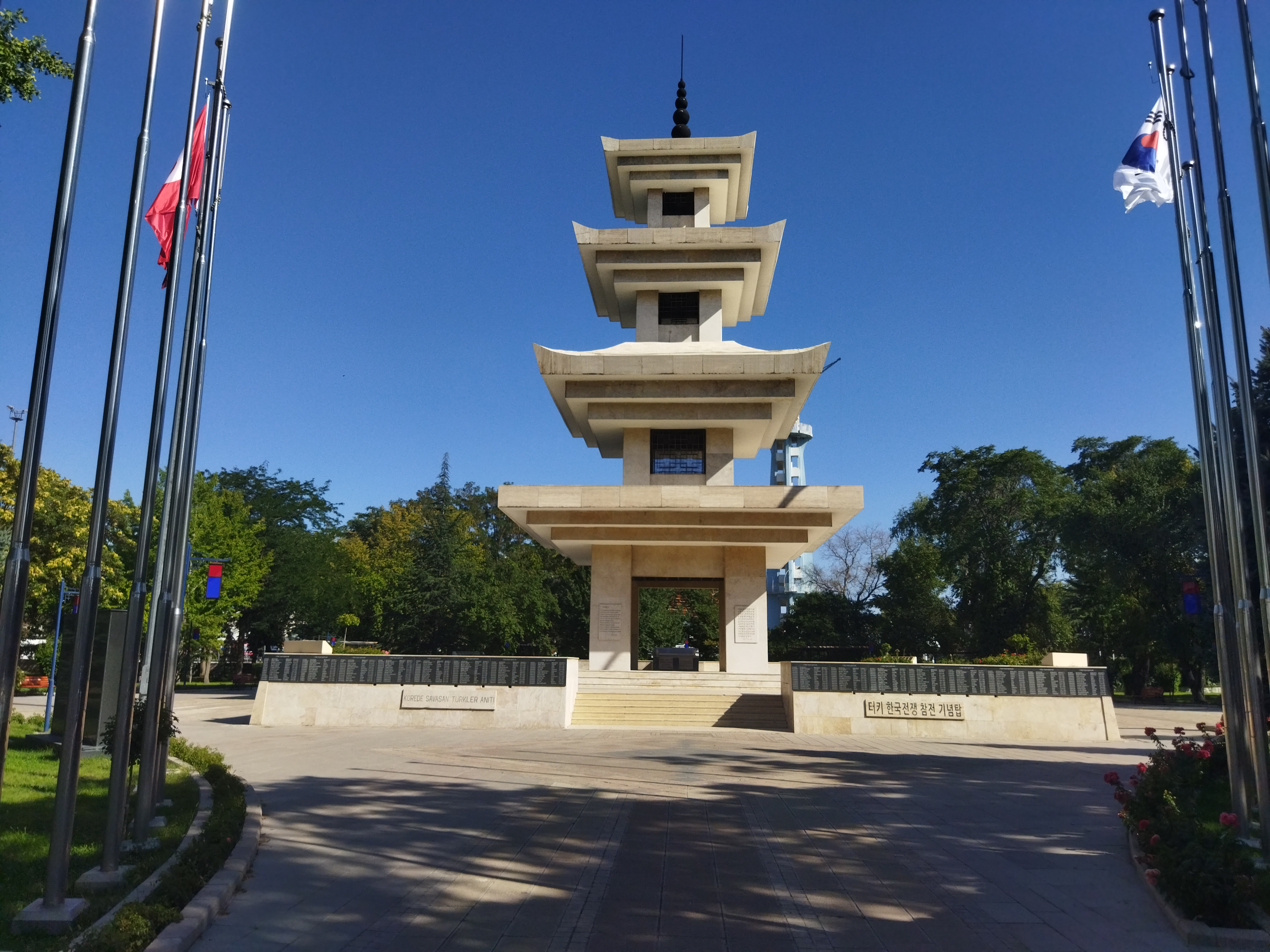
한국 공원

한국 공원(터키어: Kore Parkı)는 터키의 수도 앙카라에 위치한 공원이다. 한국 공원 내에는 한국전쟁 때 참전해 목숨을 잃은 터키 군인들의 이름이 새겨진 위령탑이 있다.